# Will My Arms Be Strong Enough
Will My Arms Be Strong Enough, skriven av Alexander Bard och Anders Hansson, var gruppen BWO:s tredje singel att släppas från deras andra album "Halcyon Days" från 2006. "Will My Arms Be Strong Enough" släpptes 13 september 2006. Precis som den föregående singeln är också denna en ballad.
Den gick in på Svensktoppen då den nådde listan den 29 oktober 2006 och placerade sig på sjunde plats. Därefter pendlade den mellan platserna 8 och 10, och sista gången den hördes på Svensktoppen var den 17 december samma år innan den lämnat listan.
Med på singeln finns även låten Walking the Night, från gruppens album Prototype.
Videon till låten Will My Arms Be Strong Enough föreställer medlemmarna i BWO som agenter i Arkiv X' anda.

## Listplaceringar
| Lista (2006) | Position |
| ------------ | -------- |
| Sverige      | 39       |

### Fotnoter
1. ↑  ”Svensk mediedatabas”. http://smdb.kb.se/catalog/id/002048694. Läst 26 maj 2011.
2. ↑  ”Svensk mediedatabas”. http://smdb.kb.se/catalog/id/002026698. Läst 26 maj 2011.
3. ↑  ”Svensktoppen”. 15 oktober 2006. http://sverigesradio.se/sida/topplista.aspx?programid=2023&date=2006-10-29. Läst 26 maj 2011.
4. ↑  ”Svensktoppen”. 17 december 2006. http://sverigesradio.se/sida/topplista.aspx?programid=2023&date=2006-12-17. Läst 26 maj 2011.
5. ↑  ”Svensktoppen”. 24 december 2006. http://sverigesradio.se/sida/topplista.aspx?programid=2023&date=2006-12-24. Läst 26 maj 2011.
6. ↑  Placeringar på den svenska singellistan